# Список кантри-хитов № 1 2025 года (Billboard)

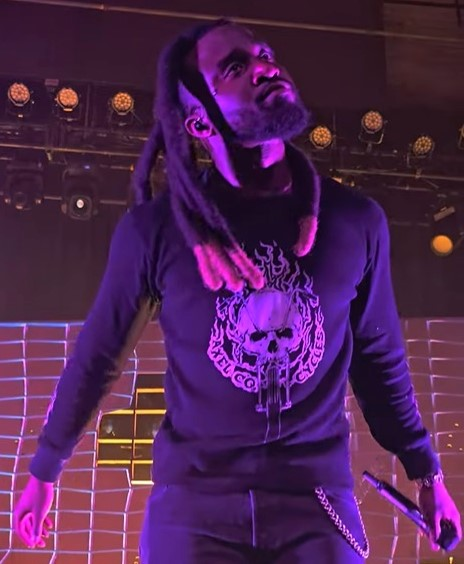
Shaboozey в начале года был лидером чарта с синглом «A Bar Song (Tipsy)»

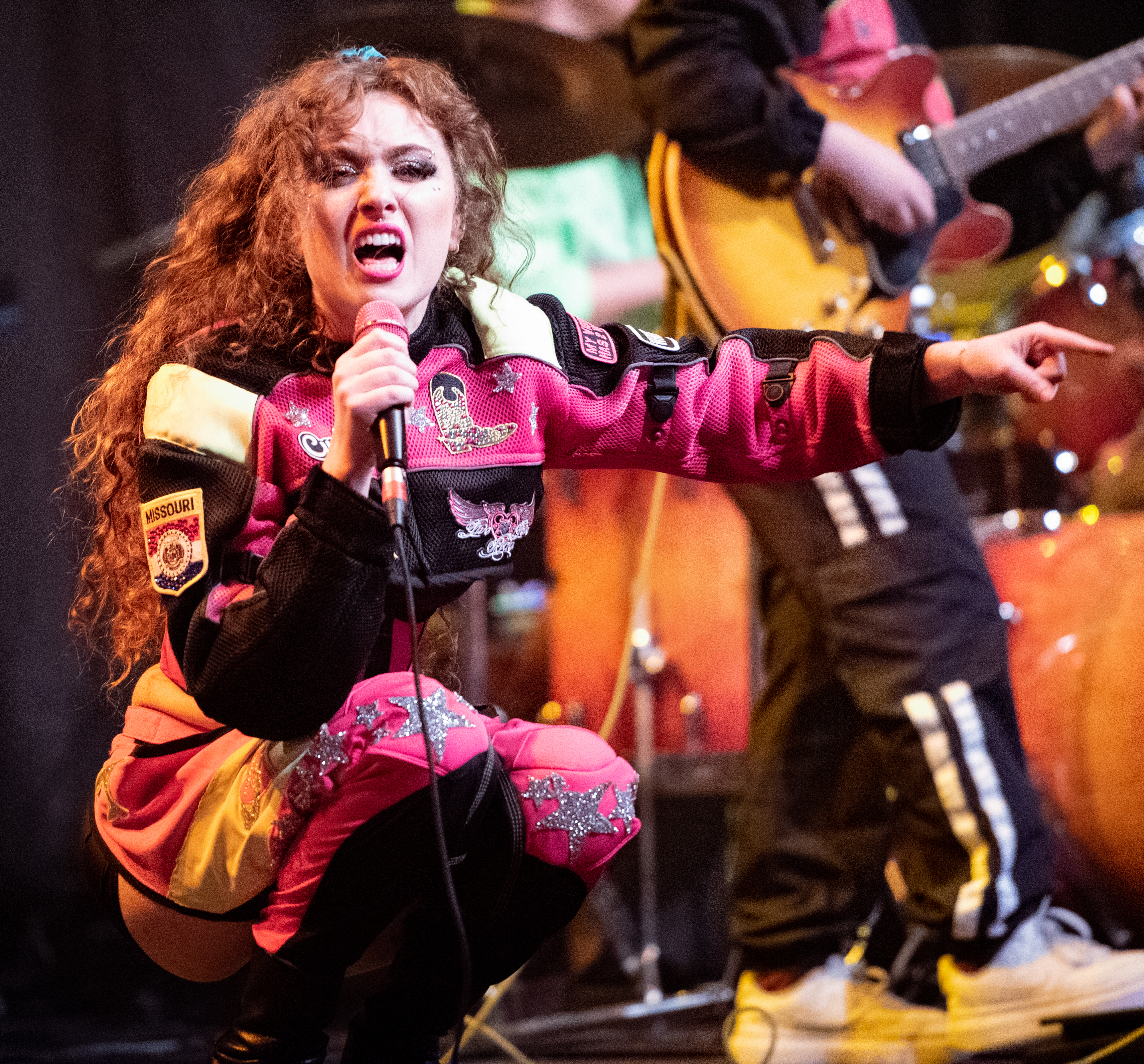
В марте Чаппелл Рон возглавила чарт Hot Country Songs с песней «The Giver», ее первым релизом в этом жанре

Список кантри-хитов № 1 2025 года включает самые популярные песни жанра кантри-музыки, которые возглавляли американский хит-парад Hot Country Songs журнала Billboard в 2025 году (данные становятся известны заранее и публикуются на неделю вперёд).
При составлении Hot Country Songs учитываются цифровые загрузки, стриминг, и радиоэфирные ротации не только кантри-радио, но от радиостанций всех форматов по методике введённой в 2012 году. В радиочарте Country Airplay, который был введён в 2012 году, учитываются только ротации песен и только на кантри-радиостанциях, то есть та методика, что применялась с 1990 до 2012 года при составлении Hot Country Songs до его перехода на мультиметрику.

## История
- В номере Billboard от 4 января Shaboozey занял первое место в Hot Country Songs с песней «A Bar Song (Tipsy)», для которой это была 28-я неделя на первом месте[4], а «High Road» Куи Ветцеля при участии Джесси Мерф вторую неделю возглавляла Country Airplay[5].
- 15 февраля на первом месте дебютировал сингл «I’m the Problem» певца Моргана Уоллена, его 10-й чарттоппер. Он также стал четвертым номером один в чарте потоковых песен Streaming Songs, девятым № 1 в чарте цифровых продаж песен Digital Song Sales и дебютировал на втором месте в Hot 100 (став в нём 13-м хитом Уоллена в топ-10)[6].
- 22 февраля чарт Country Airplay возглавил сингл «Liar» певца Jelly Roll, его 7-й чарттоппер. Также примечательно, что песня «Liar» стала лишь второй песней, возглавившей чарты Country Airplay и Mainstream Rock Airplay; она лидировала в последнем на протяжении одной недели в декабре 2024 года. Jelly Roll может похвастаться обоими такими хитами: «Need a Favor» возглавляла эти чарты в 2023 году[7].
- В чарте от 29 марта Чаппелл Рон получила свой первый номер один в жанре кантри, когда «The Giver», ее первый релиз в этом жанре, вошел в хит-парад Hot Country Songs под номером один. Трек также возглавил чарты Country Streaming Songs и Country Digital Song Sales после своего дебюта и занял 5-е место в чарте Billboard Hot 100[8].
- В чарте от 31 мая на первом месте дебютировал сингл «What I Want» Моргана Уоллена и канадской певицы Тейт Макрей, их 11-й и первый чарттопперы, соответственно[9]
- 19 июля трек «What I Want» лидировал 8-ю неделю, а Морган Уоллен увеличил свой рекорд по числу одновременно находящихся в топ-10 его песен. Теперь он разместил пять своих песен в топ-10 Hot Country Songs. С момента своего первого такого успеха в январе 2021 года, это уже 29-я неделя, в течение которой его песни занимает по меньшей мере половину первой десятки чарта — ни один другой артист не достигал такого результата более одной недели (Бейонсе в 2024 году, а Зак Брайан и Тейлор Свифт в 2023 году)[10].
- 2 августа трек «What I Want» установил рекорд количества «двухзначности» чартопперов для одного исполнителя: в 4-й раз Морган Уоллен лидировал 10-ю неделю. Ранее Уоллен лидировал в Hot Country Songs с двухзначными цифрами недель (10+) с песнями: «Last Night» (25 недель на № 1, 2023); «You Proof» (19 недель, 2022); «Wasted On You» (11 недель, 2021-22). У бывшего рекордсмена группы Florida Georgia Line было три таких «двухзначных» чарттоппера: «Meant to Be» с Bebe Rexha (50 недель на № 1, рекорд чарта, 2017—2018); «Cruise» (24 недели, 2012-13); «H.O.L.Y.» (18 недель, 2016)[11].
- 19 августа чарт Country Airplay возглавил сингл «After All the Bars Are Closed» Томаса Ретта, его 21-й чарттоппер (с 2013 года)[12].

## Список
| Дата       | Hot Country Songs[A] | Hot Country Songs[A]                     | Hot Country Songs[A] | Country Airplay[B]                | Country Airplay[B]                  | Country Airplay[B] |
| Дата       | Название             | Исполнитель                              | Ссылка               | Название                          | Исполнитель                         | Ссылка             |
| ---------- | -------------------- | ---------------------------------------- | -------------------- | --------------------------------- | ----------------------------------- | ------------------ |
| 4 января   | «A Bar Song (Tipsy)» | Shaboozey                                | [ 4 ]                | «High Road»                       | Koe Wetzel при участии Jessie Murph | [ 5 ]              |
| 11 января  | «A Bar Song (Tipsy)» | Shaboozey                                | [ 13 ]               | «High Road»                       | Koe Wetzel при участии Jessie Murph | [ 14 ]             |
| 18 января  | «A Bar Song (Tipsy)» | Shaboozey                                | [ 15 ]               | «High Road»                       | Koe Wetzel при участии Jessie Murph | [ 16 ]             |
| 25 января  | «A Bar Song (Tipsy)» | Shaboozey                                | [ 17 ]               | «High Road»                       | Koe Wetzel при участии Jessie Murph | [ 18 ]             |
| 1 февраля  | «A Bar Song (Tipsy)» | Shaboozey                                | [ 19 ]               | «Love Somebody»                   | Морган Уоллен                       | [ 20 ]             |
| 8 февраля  | «A Bar Song (Tipsy)» | Shaboozey                                | [ 21 ]               | «Love Somebody»                   | Морган Уоллен                       | [ 22 ]             |
| 15 февраля | «I’m the Problem»    | Морган Уоллен                            | [ 6 ] [ 23 ]         | «Love Somebody»                   | Морган Уоллен                       | [ 24 ]             |
| 22 февраля | «A Bar Song (Tipsy)» | Shaboozey                                | [ 25 ]               | «Liar»                            | Jelly Roll                          | [ 26 ]             |
| 1 марта    | «A Bar Song (Tipsy)» | Shaboozey                                | [ 27 ]               | «Liar»                            | Jelly Roll                          | [ 28 ]             |
| 8 марта    | «A Bar Song (Tipsy)» | Shaboozey                                | [ 29 ]               | «Liar»                            | Jelly Roll                          | [ 30 ]             |
| 15 марта   | «A Bar Song (Tipsy)» | Shaboozey                                | [ 31 ]               | «Liar»                            | Jelly Roll                          | [ 32 ]             |
| 22 марта   | «A Bar Song (Tipsy)» | Shaboozey                                | [ 33 ]               | «Liar»                            | Jelly Roll                          | [ 34 ]             |
| 29 марта   | «The Giver»          | Чаппелл Рон                              | [ 35 ]               | «Liar»                            | Jelly Roll                          | [ 36 ]             |
| 5 апреля   | «A Bar Song (Tipsy)» | Shaboozey                                | [ 37 ]               | «This Town’s Been Too Good to Us» | Dylan Scott                         | [ 38 ]             |
| 12 апреля  | «A Bar Song (Tipsy)» | Shaboozey                                | [ 39 ]               | «Hometown Home»                   | LoCash                              | [ 40 ]             |
| 19 апреля  | «All the Way»        | BigXthaPlug при участии Бейли Циммермана | [ 41 ]               | «Hometown Home»                   | LoCash                              | [ 42 ]             |
| 26 апреля  | «A Bar Song (Tipsy)» | Shaboozey                                | [ 43 ]               | «I’m the Problem»                 | Морган Уоллен                       | [ 44 ]             |
| 3 мая      | «A Bar Song (Tipsy)» | Shaboozey                                | [ 45 ]               | «I’m the Problem»                 | Морган Уоллен                       | [ 46 ]             |
| 10 мая     | «A Bar Song (Tipsy)» | Shaboozey                                | [ 47 ]               | «I’m the Problem»                 | Морган Уоллен                       | [ 48 ]             |
| 17 мая     | «A Bar Song (Tipsy)» | Shaboozey                                | [ 49 ]               | «I’m the Problem»                 | Морган Уоллен                       | [ 50 ]             |
| 24 мая     | «A Bar Song (Tipsy)» | Shaboozey                                | [ 51 ]               | «I’m the Problem»                 | Морган Уоллен                       | [ 52 ]             |
| 31 мая     | «What I Want»        | Морган Уоллен при участии Тейт Макрей    | [ 53 ]               | «I’m the Problem»                 | Морган Уоллен                       | [ 54 ]             |
| 7 июня     | «What I Want»        | Морган Уоллен при участии Тейт Макрей    | [ 55 ]               | «I’m the Problem»                 | Морган Уоллен                       | [ 56 ]             |
| 14 июня    | «What I Want»        | Морган Уоллен при участии Тейт Макрей    | [ 57 ]               | «I’m the Problem»                 | Морган Уоллен                       | [ 58 ]             |
| 21 июня    | «What I Want»        | Морган Уоллен при участии Тейт Макрей    | [ 59 ]               | «Worst Way»                       | Райли Грин                          | [ 60 ]             |
| 28 июня    | «What I Want»        | Морган Уоллен при участии Тейт Макрей    | [ 61 ]               | «Worst Way»                       | Райли Грин                          | [ 62 ]             |
| 5 июля     | «What I Want»        | Морган Уоллен при участии Тейт Макрей    | [ 63 ]               | «This Heart»                      | Кори Кент                           | [ 64 ]             |
| 12 июля    | «What I Want»        | Морган Уоллен при участии Тейт Макрей    | [ 65 ]               | «Just in Case»                    | Морган Уоллен                       | [ 66 ]             |
| 19 июля    | «What I Want»        | Морган Уоллен при участии Тейт Макрей    | [ 67 ]               | «Just in Case»                    | Морган Уоллен                       | [ 68 ]             |
| 26 июля    | «What I Want»        | Морган Уоллен при участии Тейт Макрей    | [ 69 ]               | «Just in Case»                    | Морган Уоллен                       | [ 70 ]             |
| 2 августа  | «What I Want»        | Морган Уоллен при участии Тейт Макрей    | [ 71 ]               | «Just in Case»                    | Морган Уоллен                       | [ 72 ]             |
| 9 августа  | «What I Want»        | Морган Уоллен при участии Тейт Макрей    | [ 73 ]               | «Park»                            | Tyler Hubbard                       | [ 74 ]             |
| 16 августа | tbc                  | tbc                                      |                      | «After All the Bars Are Closed»   | Томас Ретт                          | [ 12 ]             |

Примечания
- A^ — Country Songs — суммарный кантри-чарт, с учетом интернет-скачиваний (цифровых продаж), потокового контента и радиоэфиров.
- B^ — Country Airplay — радиоэфирный кантри-чарт (до 20 октября 2012 года был единственным и основным).